# هييوما
هييوما (بالإستونية: Hiiumaa؛ بالألمانية والسويدية: Dagö؛ بالدنماركية: Dagø؛ بالفنلندية: Hiidenmaa) هي ثاني أكبر جزيرة (989 كيلومتر مربع) في إستونيا. تقع على بحر البلطيق شمال جزيرة ساريما، وهي جزء من أرخبيل غرب إستونيا. أكبر مدينة هي كاردلا. وتشكل الجزيرة إلى جانب العديد من الجزر المجاورة مقاطعة هيو. إحدى المقاطعات الخمس عشرة في إستونيا.
يقع حيد هييو (Nekmangrund) قبالة الشاطئ الشمالي الغربي لجزيرة هييوما.

## الأسماء
هييوما هي الجزيرة الرئيسية في مقاطعة هييو، وتسمى هييوما أو هييو ماكوند Hiiu maakond في الإستونية. الاسم السويدي والألماني للجزيرة هو Dagö (جزيرة «النهار»)، Dagø باللغة الدنماركية. يطلق عليها في اللغة الفنلندية الحديثة اسم Hiidenmaa، وتعني حرفيا أرض هيسي. سميت في الغوتنية القديمة داغايث Dagaiþ (برزخ النهار)، والذي اشتق منه الاسم الألماني الشمالي المحلي "Daë".

## التاريخ
الدليل الأثري على أول مستوطنة بشرية في هييوما يعود إلى القرن الرابع قبل الميلاد. أول سجل موثق عن جزيرة داغيدا Dageida ذكره المؤرخون المعاصرون كان في عام 1228، عندما تم غزو الجزيرة وبقية إستونيا من قبل الصليبيين الجرمانيين. تم تقسيم هييوما في عام 1254 بين أسقف أوسل فيك وفرع الليفوني من الفرسان التيوتونيين، الذي كان يعمل جزئياً نيابة عن الرابطة الهانزية.

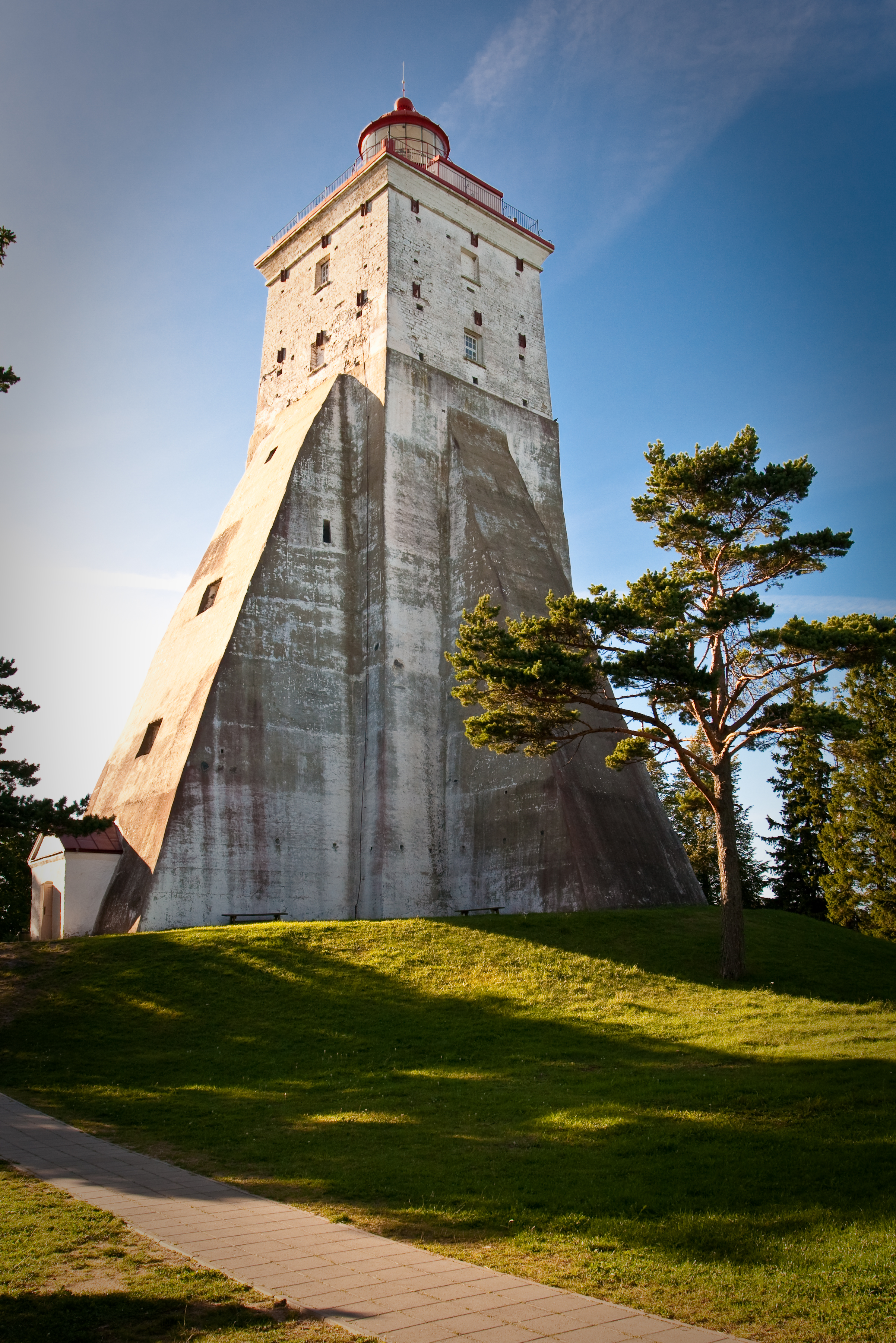
200px تعتبر منارة كوبو واحدة من أشهر المعالم في هييوما.

كانت الجزيرة جزءًا من إستونيا السويدية في الفترة من 1563 إلى 1721، وانتقلت بعدها إلى الإمبراطورية الروسية كجزء من محافظة إستونيا، وإن احتفظ سكان داغو السويديين بمعظم امتيازاتهم. معظم سكان الجزيرة الناطقين بالسويدية إما هاجروا أو أصبحوا «إستونيين» خلال فترة الحكم الإمبراطوري الروسي، وما زالت هناك أقلية موجودة منهم حتى يومنا هذا. يعرف السويديون الاستونيون أيضًا باسم "aibofolke" (أي سكان الجزيرة بالسويدية) أو "rannarootslased" (أي سويديي الساحل في الإستونية).

### الحرب العالمية الأولى
تم احتلال هييوما خلال الحرب العالمية الأولى من قبل الجيش الإمبراطوري الألماني في عملية ألبيون. أصبحت بعد الحرب جزءا من استونيا المستقلة.

### الحرب العالمية الثانية
شهدت المياه القريبة من هييوما نشاطا عسكريا خلال الحرب العالمية الثانية:
- 23 يونيو 1941 - غرقت المدمرة السوفيتية غنيفني بسبب لغم ألماني.
- 25 يونيو – تم تدمير كاسحة الألغام السوفياتية ت-208 شكيف من قبل لغم بحري ألماني.
- 27 يونيو - تم تدمير زورقي طوربيد ألمانيين، إس 43 وإس 106، بواسطة ألغام بحرية سوفيتية.
- 1 يوليو - تم تدمير الغواصة السوفياتية M-81 من قبل لغم بحري ألماني شمال هييوما.
- 7 يوليو - غرقت كاسحة الالغام السوفيتية ت-216.
- 30 يوليو - تم إغراق كاسحة الألغام السوفيتية ت-201زارياد.
- 10 أغسطس - غرقت الغواصة الألمانية يو-144 بواسطة طوربيد من الغواصة السوفيتية إس سي-307.

تم ضم جزيرة هييوما إلى الاتحاد السوفياتي في عام 1940، ثم إلى ألمانيا النازية في عام 1941، ومن قبل السوفييت مرة أخرى في عام 1944. كانت جزءًا من جمهورية إستونيا السوفيتية الاشتراكية حتى انهار الاتحاد السوفيتي في عام 1991. أعلن عن هييوما منطقة مقيدة الدخول خلال الحقبة السوفيتية، حيث تم إغلاقها في وجه الأجانب ومعظم الإستيونيين من البر الرئيسي. أصبحت الجزيرة جزءًا من استونيا المستقلة منذ عام 1991.

## الجغرافيا
تقع جزيرة هييوما شمال جزيرة ساريما في بحر البلطيق. وهي أقصى جزر أرخبيل موهو شمالا (ويضم جزر ساريما وموهو). يفصل مضيق سويلا الجزيرة عن ساريما إلى الجنوب، وبينما يفصلها مضيق ماهو عن بر إستونيا الرئيسي.

## المواصلات
تنتقل المركبات البرية من البر الرئيسى الإستونيي إلى هيوما عبر رحلة عبارات مدتها 90 دقيقة (بطول 28 كم) من روهوكولا إلى هلترما، والتي تبعد 25 كم بال طريق من كاردلا. هناك حوالي 10 رحلات في اليوم بواسطة عبارات تي إس لافاد. عادةً ما يتطلب الحصول على رحلة على متن العبارة حجزا مسبقا في عطلات نهاية الأسبوع في فصل الصيف. هناك ر حلتان بالحافلة في اليوم تقريبًا بين تالين (عاصمة إستونيا) وكاردلا.
في فصل الشتاء، يمكن الوصول إلى الجزيرة، إذا سمحت الظروف بذلك، عبر طريق جليدي بطول 26.5 كم (وهو الأطول في أوروبا) عبر بحر البلطيق المتجمد.
يخدم الجزيرة مطار كاردلا مع رحلات منتظمة إلى تالين. تتوفر خدمة تأجير الدراجات في كاردلا، ويوجد مسار دراجات تم بناؤه من كاردلا باتجاه كورغساره.